# Wiciów
Wiciów (ukr. Виців) – wieś w rejonie samborskim (do 2020 roku w rejonie starosamborskim) obwodu lwowskiego Ukrainy. Wieś liczy około 97 mieszkańców. Leży nad potokiem Mszanka. Podlega grąziowskiej silskiej radzie.
W 1921 r. liczyła około 376 mieszkańców. Przed II wojną światową należała do powiatu starosamborskiego.

## Ważniejsze obiekty
- Cerkiew greckokatolicka z 1865 r.
- Klasztor bazylianów - obecnie nie istnieje